# Света Троица (Андрей Рубльов)
Вижте пояснителната страница за други значения на Света Троица.
Света Троица е икона от Православната иконография на Троицата от Стария завет и на Троицата от Новия завет, изписана от Андрей Рубльов (ок. 1360 – 70 – ок. 1430).

## Интерпретация
Светата Троица в християнството се отнася до Бог Отец, Бог Син и Светия Дух. Отецът представлява всеобхватната истина; Синът представлява пътя, Той е показал на хората как да стигнат до Отец (истината), а Светият Дух представлява вярата и посвещението да се стигне до истината. Трите заедно дават на човечеството щастие, осъзнаването, че всичко живее в хармония и че можем да бъдем щастливи само ако живеем в хармония. В хармония със себе си, в хармония с ближния и в хармония с природата.
Иконата изобразява история от Стария завет (Битие 18:1 – 15), в която Авраам приема трима тайнствени посетители, с които разговаря като с един човек. Трите фигури се тълкуват върху иконата като предобраз на Света Троица. „Тримата младежи“ – изобразени тук като три ангела – държат в лявата си ръка пътна тояга, атрибут на пътниците; средният носи типичните цветове на Пантократор и следователно би представлявал Иисус Христос. Къщата на заден план вляво представлява шатрата на Авраам, скалите вдясно са символ на пустинята, дървото в средата е дъбът на Мамре, мястото, където се развива историята. Иконите често показват контраста между цивилизования човешки свят (сгради) и грубата природа (скали). Тогава дървото е символът на Библията. Потирът на масата предобразява Евхаристията.
Композицията е по-сложна, отколкото изглежда на пръв поглед и е наситена със скрити символи. Трите „ангела“ са изрисувани така, че да се вписват в кръг, символизиращ съвършенството. След това в този кръг могат да бъдат поставени различни геометрични фигури:
- триъгълник, който се отнася до Троицата
- шестолъчна „Давидова“ звезда, символ на избрания народ и препратка към Стария завет
- петолъчна звезда, Витлеемската звезда, символизираща раждането на Спасителя и отнасяща се до Новия завет

Рубльов рисува иконата в Сергиев Посад, където е бил монах. През 1929 г. оригиналът е прехвърлен в Третяковската галерия в Москва и заменен с копие. На 15 май 2023 г. руският президент Владимир Путин идава указ за предаването на Руската православна църква на главния експонат на галерията – „Света Троица“ на Андрей Рубльов.